# Kostaryka na Zimowych Igrzyskach Olimpijskich 1980
Kostarykę na Zimowych Igrzyskach Olimpijskich 1980 reprezentował jeden zawodnik, który wystartował w trzech konkurencjach w narciarstwie alpejskim.
Był to pierwszy start Kostaryki na zimowych igrzyskach olimpijskich.

## Narciarstwo alpejskie
Mężczyźni
- Arturo Kinch
  - Zjazd - 41. miejsce
  - Slalom - nie ukończył
  - Slalom gigant - nie ukończył